# Английский язык Торресова пролива
Английский язык Торресова пролива (англ. Torres Strait English, среди носителей языка используется название T.I. English) — диалект английского языка, на котором говорят уроженцы Терсди и соседних островов в Торресовом проливе, а также на севере Квинсленда. Отличается от креольского языка Торресова пролива, хотя большинство местных жителей говорят на креольском и английском языках. Многие местные жители говорят также на австралийском английском.
Основной фонологической характеристикой диалекта Торресова пролива является сохранение английских звуков [iː] и [uː], при том, что для австралийского английского характерны [əi] и [əu] (например, в словах «колесо» — wheel [ˈwiːl] вместо [ˈwəil], «дурак» — fool [ˈfuːl] вместо [ˈfəul]). Грамматика диалекта Торресова пролива сохраняет определённое количество посткреольских характеристик, как например, в предложении You for [adjective] (то есть «You for style!») для английского You look/are really [adjective] (You are a real show-off!, альтернативный вариант — You are real cool!), и почти обязательное использование второго личного местоимения в императиве. Среди других характеристик диалекта Торресова пролива есть схожие с другими диалектами, как например использование done вместо did, run вместо ran, come вместо came (то есть применение present-past-infinitive-ing-формы для всех глаголов), и oncet вместо once. Как и для диалектов Австралии и Новой Зеландии, для диалекта Торресова пролива характерен non-rhotic accent.
Диалект Торресова пролива не является посткреольской формой языка, а представляет собой диалект, развившийся из английского языка первых европейских поселенцев Австралии, среди которых были носители различных диалектов английского — ирландских, американских, ямайских и других. На формирование диалекта оказали влияние также языки других переселенцев в Австралию — малайский, японский, китайский, самоанский и другие.